# 安平西㡣殿
23°00′04″N 120°09′34″E / 23.001066°N 120.159353°E

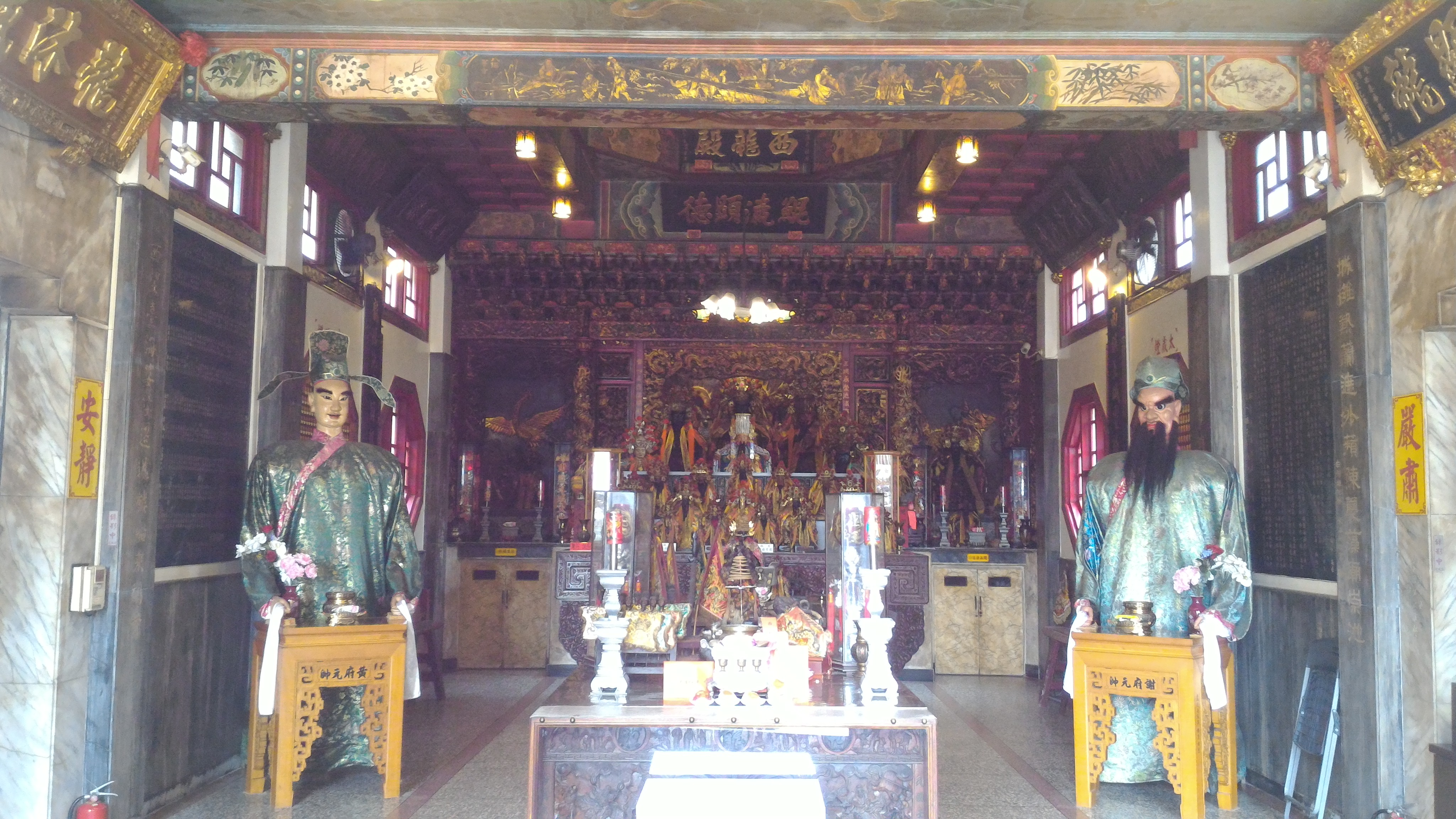
安平西㡣殿 拜殿一景

安平西㡣殿位於臺南市安平區，主祀 安龍王-池府千歲，建於乾隆三年（1738年）
，為安平十角頭中的王城西社之境主廟。

## 祀神

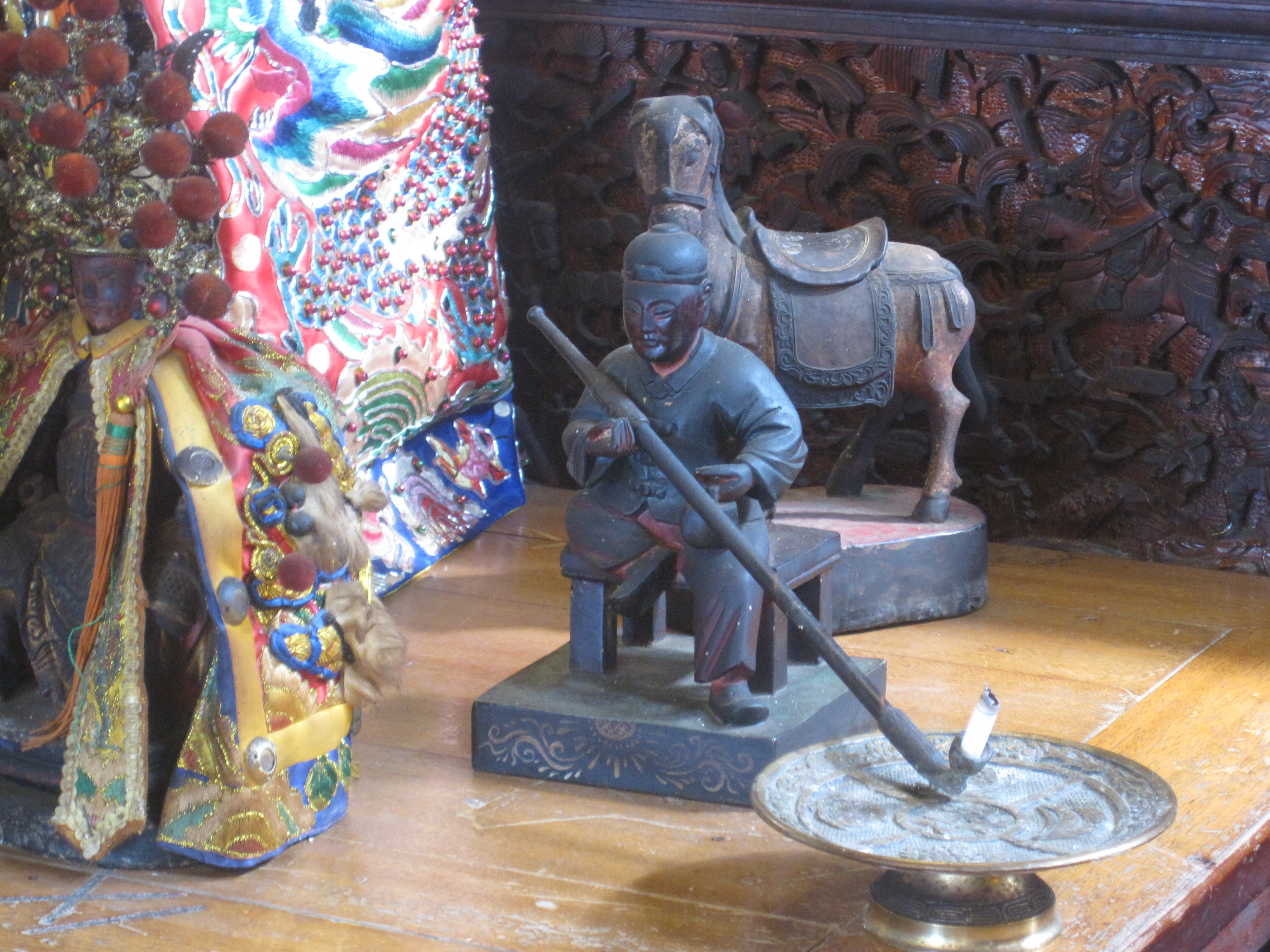
王雞屎神像

主祀：安龍王-池府千歲（相傳名諱為「池一宏」）
陪祀：曹府三大帝（曹飛大仙） 
、玄天上帝、三府千歲（蒼、蘇、嘉）、五府千歲（清、馬、石、春、張）、三府大帝（蕭、李、蒼）、閭山法主、註生娘娘、土地公「王雞屎」（當地善紳）、中壇元帥…等神明。

## 特色

### 廟名
安平西㡣殿的「㡣」字是《康熙字典》有收錄的字，是「龍」的異體字，一般使用上亦常使用「安平西龍殿」的寫法。

### 祀神
- 土地公－王雞屎，為當地善紳，其神像造型為身著長袍馬褂，翹腳坐於板凳上，手拿大菸斗；常有信眾給祂敬「香菸」，亦成為來廟必看的奇景之一。[7]